# Whataya Want from Me
Whataya Want from Me (рус. Что ты хочешь от меня) — второй главный сингл американского музыканта Адама Ламберта, занявшего второе место в восьмом сезоне American Idol.
Это второй радио сингл из его дебютного альбома For Your Entertainment и его первый сингл, попавший в топ-10 в Billboard Hot 100. Песня была написана Pink, Максом Мартином и Shellback и была записана Pink для её пятого студийного альбома Funhouse, но в последний момент не была выпущена. Он был продюсирован Максом Мартином и Shellback, которые сотрудничали с Pink, Бритни Спирс, Кэти Перри, и такими же Идолами Келли Кларксон, Daughtry, Эллисон Ираэта и Кэрри Андервуд.

## Предпосылка
Трек изначально был записан и написан совместно с Pink для альбома Funhouse, но в последний момент не был выпущен. 18 ноября 2009 Ламберт объявил через свой официальный веб-сайт, что второй сингл из его дебютного альбома будет «Whataya Want from Me». Песня была вторым синглом, объявленным до того, как CD стал официально доступен публике. Песня стала доступной в легальной загрузке в США 20 ноября 2009, когда его CD был официально выпущен.

## Реклама
Чтобы продвинуть релиз альбома, несколько песен из альбома были исполнены на AOL Sessions — включая «Whataya Want From Me». После выступления Ламберта на American Music Awards 2009 с «For Your Entertainment», Ламберта исключили из нескольких будущих выступлений и шоу, включая Good Morning America и Jimmy Kimmel Live. Ламберт начал цепь интервью и выступлений, направленные на разногласия и продвижения своего нового сингла.
«Whataya Want from Me» дебютировал на CBS в The Early Show 25 ноября 2009. Он исполнил 2 песни и сделал интервью вживую, обсуждая его выступление на American Music Awards, которое вызвало так много разногласий. Помимо «Whataya Want from Me», он исполнил «Music Again». Его появление в утреннем шоу притянуло фанатов со всего мира посмотреть на него вживую.
Ламберт исполнил «Whataya Want from Me» на Late Show with David Letterman 25 ноября 2009.
Ламберт дал интервью и выступил в The Ellen DeGeneres Show 1 декабря 2009.
После многих разногласий с ABC, отменившего несколько выступлений Ламберта (и из-за обвинения в гомофобии от имени канала), канал, наконец, решил позволить Ламберту дать интервью и выступить на The View. В качестве предосторожности они сняли черновой вариант интервью и выступления, чтобы предотвратить любые выходки или импровизации в выступлении Ламберта, и чтобы избежать повтор его выступления на AMA. Он выступил 10 декабря 2009 года. За ночь до этого он был на Barbara Walters 10 Most Fascinating People of 2009, а также на ABC.
Ламберт выступил на The Tonight Show with Conan O'Brien 14 декабря 2009.
Ламберт вернулся к его корням на Fox с исполнением вживую его нового сингла в последнем сезоне So You Think You Can Dance 16 декабря 2009. Он выступил на шоу с другими исполнителями, включая Дженнифер Лопес и Мэри Джейн Блайдж. MTV назвал его выступление «впечатляющим».
Ламберт выступил на The Jay Leno Show 21 декабря 2009. Также Адам прояснил некоторые слухи, которые распространились вокруг него в прошлом месяце.
Ламберт выступил и дал интервью на The Oprah Winfrey Show 20 января 2010. Это было его первое выступление в 2010 году, во время которого он обсудил разногласия вокруг его выступления на AMA, быстрый подъём к славе и его короткую встречу с Мадонной.
Ламберт выступил на австралийской утренней программе Sunrise. Интервью можно посмотреть на веб-сайте шоу. Сингл стал хитом топ-10 в этой стране.
В марте 2010 Ламберт выступил в "Unplugged"на VH1, где он спел уменьшенные версии этой и других песен из альбома.
В апреле 2010 Ламберт выступил с песней на American Idol, был наставником для конкурсантов 9 сезона во время «Недели по теме Элвиса».
В апреле и марте 2010 Ламберт продвинул сингл в международном масштабе, выступив на финляндском X Factor, в Швеции, в Нидерландах, в Германии, в Великобритании на утреннем шоу GMTV и в Швейцарии.

## Клип
Режиссёром клипа для «Whataya Want from Me» стала Диана Мартел, он был снят 20 декабря 2009. Он вышел в свет 15 января 2010 на VH1. В клипе Ламберт обращается к своему партнеру, которого зрители не видят (возникает эффект «от второго лица»). Такая концепция была принята, чтобы избежать щекотливых ситуаций(повтора реакции на выступление для AMA) и не отпугнуть слишком явной демонстрацией однополых отношений поклонников с традиционной ориентацией. Также в клипе проскакивают кадры с Ламбертом, выступающим с группой. В одной сцене в видео Ламберт проходит через толпу папарацци и фанатов к машине. В начале песни Адам переключает каналы по ТВ, а потом начинает петь «успокойся, что ты хочешь от меня», подразумевается, что он смотрел American Music Award и поэтому не в духе.

## Отзывы критиков
«Whataya Want from Me» получил в общем благоприятные отзывы. Джонатан Кифе из журнала Slant похвалил песню и назвал её «феноменально тонкая работа поп-сингла(ов), которая дала Ламберту хорошую возможность засиять». В Houston Chronicle, Джоуи Герра написал, что песня «…вероятно, самый откровенная звукозапись с диска с капелькой вибраций Backstreet Boys. Неплохо.». Грегу Коту из Chicago Tribune, наоборот, не понравилась песня, и он написал: "Ламберт поднимает руки вверх в плаксивой «Whataya Want From Me» чепуха в стиле Pink и Бритни Спирс под властью Мартина.

## Появление в чарте
«Whataya Want from Me» дебютировал на 72 строке в американском Billboard Hot 100 2 января 2010. Сингл был распродан приблизительно 1 103 000 легальными цифровыми скачиваниями на сегодняшний день — став его самым успешным синглом из альбома For Your Entertainment. «Whataya Want From Me» имел самый большой успех в чартах в Канаде, где он достиг топ-3 в Canadian Hot 100. После его появления в роли наставника в American Idol (9 сезон), песня достигла пика на #10, став синглом топ-20 Ламберта (первым был его кавер-версия «Mad World», которая достигла пика на #19) и первым топ-10 синглом в Billboard Hot 100.

## Сертификационные продажи
На 2012 год «Whataya Want from Me» был распродан, по подсчетам, 1.900,000 копий по США, согласно Nielsen SoundScan, и был сертифицирован 2x Платиновым в Канаде и Золотым в Австралии и Новой Зеландии.
| Страна         | Сертификации (порог продаж) |
| -------------- | --------------------------- |
| Канада         | 2× Платиновый               |
| Новая Зеландия | Золотой                     |
| Австралия      | Золотой                     |

## Список композиций
Цифровая загрузка (только в Австралии)
1. «Whataya Want From Me» — 3:47
2. «Whataya Want From Me» (Fonzerelli’s Electro House Club Remix) — 5:52

Ремиксы — (Часть Ремиксованного Альбома)
- «Whataya Want From Me» (Brad Walsh’s A-Vivir Mix) — 4:31
- «Whataya Want From Me» (Fonzerelli’s Electro House Club Remix) — 5:52
- «Whataya Want From Me» (Jason Nevins Electrotek Extended Mix) — 6:22

## Чарты
| Чарт (2010)                                          | Наивысшая позиция |
| ---------------------------------------------------- | ----------------- |
| Australian Singles Chart                             | 4                 |
| Austrian Singles Chart                               | 50                |
| Belgian Tip Chart (Flanders)                         | 3                 |
| Canadian Hot 100                                     | 3                 |
| Czech Republic Top 100                               | 33                |
| Danish Singles Chart                                 | 14                |
| Finnish Singles Chart                                | 3                 |
| Германские Чарты                                     | 5                 |
| Венгерский Top 40                                    | 33                |
| Нидерландский Dutch Top 40                           | 10                |
| New Zealand Singles Chart                            | 4                 |
| Норвежские Singles Top 20                            | 18                |
| Российский Top Hits                                  | 10                |
| Словенский Top 20                                    | 6                 |
| Swedish Singles Chart                                | 9                 |
| Американский Billboard Hot 100                       | 10                |
| Американский Billboard Mainstream Top 40 (Pop Songs) | 12                |
| Американский Billboard Hot Adult Top 40 Tracks       | 4                 |
| Американский Billboard Hot Adult Contemporary Tracks | 14                |

## История релиза
| Страна         | Дата           | Версия            |
| -------------- | -------------- | ----------------- |
| США            | 20 ноября 2009 | Цифровая загрузка |
| Канада         | 20 ноября 2009 | Цифровая загрузка |
| США            | Январь 2010    | Главный Эфир      |
| Франция        | 9 апреля 2010  | Цифровая загрузка |
| Германия       | 9 апреля 2010  | Цифровая загрузка |
| Австралия      | 12 апреля 2010 | Цифровая загрузка |
| Италия         | 12 апреля 2010 | Цифровая загрузка |
| Нидерланды     | 12 апреля 2010 | Цифровая загрузка |
| Финляндия      | 12 апреля 2010 | Цифровая загрузка |
| Новая Зеландия | 12 апреля 2010 | Цифровая загрузка |
| Швеция         | 12 апреля 2010 | Цифровая загрузка |
| Германия       | 30 апреля 2010 | CD-сингл          |
| Австралия      | 3 мая 2010     | CD-сингл          |
| Великобритания | 12 июля 2010   | CD-сингл          |